# Землетрясения в Санкт-Петербурге
Землетрясения в Санкт-Петербурге происходят с низкой периодичностью, и амплитуда колебаний земной коры достаточно невелика.
Тем не менее, в случае землетрясения на не очень плотных, обводнённых и неустойчивых грунтах сейсмический эффект от землетрясения может превысить магнитуду, которая наблюдается в эпицентре, на 1—2 балла, что произошло во время землетрясения 21 сентября 2004 года.

## Общие сведения
Город расположен на такой части земной коры, которая не может продуцировать крупные тектонические землетрясения.
На этой территории могут происходить постоянные перемещения.
Северный берег Финского залива поднимается со скоростью 1—1,5 мм в год, а южный опускается на 0,5—1 мм в год.
Существуют разломы в районах Красного Села, Ленинского проспекта и в ряде других мест, над которыми происходит растрескивание зданий.
Есть мнение, что в Санкт-Петербурге может произойти землетрясение, которое принесёт городу большие разрушения.
C 2000 года эти идеи получили научное объяснение в исследованиях института физики Земли, а в 2004 году — практическое подтверждение в виде землетрясения в Калининграде.
В современных условиях даже небольшое землетрясение может создать проблемы, так как на неустойчивых грунтах сильнее ощущаются подземные толчки: жители высотных домов жаловались на то, что при землетрясении в 1 балл в их домах звенят стёкла, качаются люстры и звенит посуда.
Согласно СНиП-II-7 «Строительство в сейсмических районах», для строительства проводится оценка сейсмической опасности районов.
Эта оценка базируется на основе комплекта карт ОСР-97, которые утверждены РАН с 1 января 2000 года.
Санкт-Петербург находится в зоне с сейсмическими воздействиями 6 баллов по шкале MSK-64, что является более опасной зоной по сравнению с территорией Москвы.
Предупреждения отдельных сейсмологов относительно того, что в Санкт-Петербурге возможно сравнительно крупное землетрясение, получили иллюстрацию фактом землетрясения в Калининграде в 2004 году.
При этом Калининград, так же, как и Москва, находится в зоне с сейсмическими воздействиями 5 баллов, а Санкт-Петербург — с сейсмическими воздействиями 6 баллов.

## Землетрясения по годам
| Место                           | зона Вранча       | зона Вранча          | Норвегия   | зона Вранча    | зона Вранча  | зона Вранча     | зона Вранча | зона Вранча | Калининград      |
| Дата                            | 10 мая 1230       | 14 (26) октября 1802 | 1817       | 10 ноября 1940 | 4 марта 1977 | 30 августа 1986 | 30 мая 1990 | 31 мая 1990 | 21 сентября 2004 |
| Интенсивность                   | 7,1 ± 0,7 (7,5)   | 7,4 ± 0,5            | Нет данных | 7,3 ± 0,3      | 7,2 ± 0,2    | 6,8 ± 0,2       | 6,9 ± 0,2   | 6,1 ± 0,2   | 4,8 ± 0,1        |
| В Санкт-Петербурге (Ленинграде) | Не было измерений | 3                    | Нет данных | 3              | 3            | 2               | 2           | 3           | 2                |

Большая часть землетрясений, толчки которых ощущались в Санкт-Петербурге, произошла на территории зоны Вранча, расположенной в Карпатах.
Согласно исследованиям сейсмологов, это связано с особенностями строения земной коры, макросейсмический эффект этих землетрясений в большинстве случаев направлен к северо-востоку.
Колебания в этом районе создают большие разрушения в Молдавии и передаются далее в сторону Москвы и Санкт-Петербурга.
Этот факт подтверждают изосейсты от сильнейших удаленных землетрясений.
Землетрясение 14 (26) октября 1802произошло в 10 час 55 минут по Гринвичу, его эпицентр находился в Карпатах. В Румынии толчки достигали магнитуды 7,4, там был разрушен ряд построек. Толчки интенсивностью 6 баллов ощущались на территории Украины, 4 балла — на Европейской части России. На территории Санкт-Петербурга землетрясение было упомянуто многими очевидцами событий, но упоминаний о разрушениях нет.
Землетрясение 10 ноября 1940 годапроизошло в 1 час 45 минут по Гринвичу, эпицентр находился в зоне Вранча в Карпатах. Толчки в жудец Вранча достигали интенсивности 7,3 балла. Кишинёв был разрушен, толчки интенсивностью 5 баллов ощущались на территории Украины, 4 балла — на Европейской части России. На территории Ленинграда зарегистрированы колебания 3 балла, разрушений нет.
Землетрясение 4 марта 1977 годапроизошло в 19 час 21 минут по Гринвичу, эпицентр, как и в предыдущем случае, находился в зоне Вранча в Карпатах, где толчки достигали интенсивности 7,2 балла. Бухарест был частично разрушен, толчки интенсивностью 4 балла ощущались на Европейской части России. На территории Ленинграда зарегистрированы колебания 3 балла. Раскачивались люстры и дребезжала посуда на полках, но событие особо не оглашалось.
Землетрясение 30 августа 1986 годапроизошло в 21 час 28 минут по Гринвичу, эпицентр также находился в зоне Вранча в Карпатах, где толчки достигали интенсивности 6,8 баллов. Волна распространялась широким фронтом, на всей территории Молдавии были зафиксированы разрушения, толчки также ощущались на Европейской части России. В Москве были зарегистрированы колебания магнитудой 3. Сообщений о происшествиях в Ленинграде не было.
Землетрясения 30 и 31 мая 1990 годапервое произошло в 10 час 40 минут по Гринвичу, второе — в 00 час 17 минут, оно происходило два дня подряд днём в 13—15 часов по местному времени, эпицентр как и в предыдущий раз находился в зоне Вранча в Карпатах, где толчки достигали интенсивности 6,9 и 6,1 баллов. Волна распространялась в юго-восточном направлении, в северном направлении колебания быстро затихали. Толчки ощущались на территории Украины и Европейской части России, в Москве были зарегистрированы колебания магнитудой 3. В Ленинграде колебания были магнитудой не более 2, они были зарегистрированы аппаратурой, но жители города толчков не заметили.
Землетрясение 21 сентября 2004 годапроизошло в 13 час 32 минуты по Гринвичу, эпицентр находился северо-западнее Калининграда. Толчки в Калининградской области достигали интенсивности 4,8 балла, произошли оползни и провалы. На территории Санкт-Петербурга зарегистрированы колебания 2 балла, в некоторых домах разошлись существующие трещины или появились новые.